# Nyctonympha affinis
Nyctonympha affinis là một loài bọ cánh cứng trong họ Cerambycidae.